# Pałanka kudacka
Pałanka kudacka – pałanka, której centrum było miasto Nowyj Kodak.
Jej terytorium rozciągało się pomiędzy Dnieprem, Bazawłukiem i górnym biegiem Ingulca z jednej strony, a rzeką Tiasmin (a od 1752 z granicą Nowej Serbii) z drugiej strony.
Do pałanki należały wsie i zimowniki: Staryj Kodak, chutor Wołoskie, Połowycia, Mykytyne, Kiczkas, Bileńke, Tarasiwka, Medoweć, chutor Hriaznoho, Kemłykiwka, Nabokiwka, Taramśke, Karnauchiwka, Trytuzne, Romankowe, Borodajiwka, Miszuryn Róg, Komisariwka, Łychiwka, Tomakiwka, Saksahań, Mychajłiwka. 